# Hubert Brooks
Hubert Brooks, ps. „Juwelt” (ur. 29 grudnia 1921 w Bluesky w prowincji Alberta, zm. 1 lutego 1984 w Ottawie) – oficer Royal Canadian Air Force (RCAF), żołnierz Armii Krajowej oraz reprezentant Kanady w hokeju na lodzie, zdobywca złotego medalu na Zimowych Igrzyskach Olimpijskich 1948 w Sankt Moritz, uhonorowany wieloma alianckimi i dwoma polskimi odznaczeniami za dzielność na polu walki.

## Życiorys

### Dzieciństwo i młodość
Urodził się w niewielkiej osadzie Bluesky w prowincji Alberta. W czasie katastrofalnego dla Wielkich Równin kryzysu jego rodzina przeprowadziła się do Ottawy, a następnie do Montrealu, gdzie nauczył się francuskiego i zaczął trenować grę w hokeja. W lipcu 1940 roku zgłosił się na ochotnika do RCAF, i w sierpniu został przyjęty do tzw. rezerwy specjalnej w stopniu Aircraftsmana (szeregowca). „Rezerwa specjalna” została utworzona na początku wojny z generalnym założeniem, że jej członkowie mogą być w każdej chwili odesłani do cywila, co miało umożliwić siłom zbrojnym szybki powrót do stanu sprzed konfliktu zbrojnego.
Brooks odbył w październiku przeszkolenie unitarne w Brandon w prowincji Manitoba, po czym został wysłany do magazynu wyposażenia w Winnipegu, gdzie pełnił służbę wartowniczą. Następnie przeszedł kilka faz szkolenia specjalistycznego w różnych miastach Kanady, a w sierpniu 1941 roku otrzymał stopień nawigatora-bombardiera. Po przybyciu do Wielkiej Brytanii został, pod koniec września, skierowany do bazy treningowej Royal Air Force na północy Szkocji, gdzie ćwiczył w Dywizjonie Bombowym 419 do lutego 1942 roku. W nocy z 8 na 9 kwietnia, w czasie zaledwie drugiej wyprawy bombowej w swej karierze, został zestrzelony nad Niemcami i wylądował na spadochronie w pobliżu Oldenburga, gdzie wkrótce został schwytany (podobnie jak wszyscy członkowie załogi poza tylnym strzelcem, który zginął, bowiem jego spadochron zaplątał się w stery maszyny), wzięty do niewoli i odesłany do obozu przejściowego Dulag Luft.

### Jeniec i partyzant
Po wstępnych przesłuchaniach Brooks trafił w kwietniu do Stalagu VIII B w Lamsdorf (Łambinowice) na Śląsku z powziętym zaraz po wzięciu do niewoli zamiarem ucieczki. W tym celu zamienił się danymi osobowymi z szeregowcem armii nowozelandzkiej, Frederickiem Cole, dzięki czemu mógł wychodzić do pracy poza terenem obozu (personelowi lotniczemu, od sierżanta wzwyż, nie wolno było go opuszczać). W czerwcu po raz pierwszy próbował uciec; wraz z irlandzkim żołnierzem opuścił kopalnię węgla i przedostał się do Generalnego Gubernatorstwa, ale wkrótce został schwytany w Krakowie i pod koniec miesiąca wrócił do Stalagu VIII B. Został ukarany dwoma tygodniami karceru, ale zachował swą fałszywą osobowość.
We wrześniu Brooks wrócił do obozu pracy, tym razem w Zwittau (Sudetenland). Uciekł przy pierwszej nadarzającej się okazji z pięcioma innymi jeńcami i dotarł pociągiem z węglem do Lüneburga, gdzie szczęście go opuściło. Tym razem trafił do obozu jenieckiego w pobliżu Wiener Neustadt, skąd jeszcze raz próbował ucieczki, ale został schwytany i ciężko pobity przez Niemców. Następnie odesłano go do Stalagu VIII B na kolejne dwa tygodnie izolatki. Nauczony doświadczeniem postanowił przygotować się lepiej, ryzykował bowiem zesłanie do obozu jenieckiego o zaostrzonym rygorze. Pracując jako pomocnik kierowcy ciężarówki w tartaku w Toszku koło Gliwic, zbierał z wolna informacje i mapy okolicznych terenów, a jednocześnie próbował nawiązać kontakty z polskim podziemiem. W maju 1943 roku zaryzykował raz jeszcze i uciekł w towarzystwie Szkota nazwiskiem John Duncan.
Zostali przerzuceni przez siatkę konspiracyjną do okupowanej Polski, gdzie nawiązali kontakt z ruchem oporu w Częstochowie i wstąpili do Armii Krajowej. Otrzymał fałszywe papiery i – oficjalnie zatrudniony jako robotnik w fabryce marmolady – brał (pod pseudonimem „Juwelt”) udział w patrolach, rekwizycjach żywności i akcjach odwetowych przeciwko szczególnie niebezpiecznym funkcjonariuszom sił okupacyjnych. Jego oddział o nazwie „Mszyca” (później „Wilk”), którego dowódcą był Jan Stachura ps. „Adam” operował w okolicach Rabki i Mszany Dolnej. W grudniu obóz partyzancki został zaatakowany, w wyniku czego zginęło kilku akowców, a oddział uległ podziałowi. Część, w której znajdował się Brooks, kontynuowała działania do lutego 1944 roku, kiedy to odwetowe uderzenie policji zredukowało oddział do zaledwie kilku partyzantów.
Jednak już w marcu oddział Brooksa wzrósł do 110 osób, a on sam – awansowany na podporucznika – dowodził 40-osobowym plutonem 1 PSP AK, w którym był także Duncan. Był również odpowiedzialny za opiekę nad osiemnastoma lotnikami alianckimi, którym udało się uniknąć niewoli oraz za wyznaczanie lądowisk i zrzutowisk w okolicach Nowego Sącza dla samolotów alianckich z południowych Włoch. W lecie oddział działał coraz aktywniej podejmując dalekie rajdy i akcje odwetowe przeciw ważniejszym przedstawicielom nazistowskiego reżimu na terenach zawierających się pomiędzy Myślenicami na północy, Zakopanem na południu, Babią Górą na zachodzie i Grybowem na wschodzie. Za wyprowadzenie bez straty człowieka ponad stu ludzi z zaciskającej się niemieckiej obławy został odznaczony Krzyżem Walecznych. Po przejściu frontu w styczniu 1945 został aresztowany przez NKWD, ale po interwencji ambasady brytyjskiej odesłany do Londynu. Trafił tam w marcu trasą: Lwów – Odessa – Port Said – Kair.
W Londynie dowiedział się, że za czas pobytu w obozie został awansowany do stopnia warrant officer i że jego ojciec zmarł w maju poprzedniego roku. Do Kanady powrócił w czerwcu 1945. Za swą działalność w czasie wojny otrzymał Military Cross oraz kilka innych odznaczeń, między innymi polski srebrny Krzyż Zasługi z Mieczami. Był jednym z pięciu żołnierzy RCAF, którzy otrzymali Military Cross w czasie II wojny światowej (jako że jest to odznaczenie nadawane przede wszystkim żołnierzom służącym w wojskach lądowych), a dołączony doń list pochwalny był najdłuższy ze wszystkich.

### Zimowe Igrzyska Olimpijskie 1948
Po wojnie, awansowany tymczasowo na porucznika, Brooks został wysłany do Europy w celu poszukiwania zaginionych (przypuszczalnie zabitych) lotników alianckich. W ramach projektu Missing Research and Enquiry Service (MRES) pracował przez blisko dwa lata w Danii, Norwegii i amerykańskiej strefie okupacyjnej w Niemczech. W tym czasie poznał swoją przyszłą żonę Birthe („Beau”). 
W czasie wolnym od zajęć grywał w hokeja z zespołem gwiazd US Army i w konsekwencji został wybrany do reprezentacji Kanady na Zimowe Igrzyska Olimpijskie 1948. Zespół, nazywany Ottawa RCAF Flyers, składał się w całości z personelu Royal Canadian Air Force.
Pierwszy mecz towarzyski z McGill Redmen, przegrany 0:7, wywołał falę krytyki i wezwań do usunięcia zawodników i zastąpienia ich graczami z drużyn uniwersyteckich. Po kolejnej przegranej 2:6 z reprezentacją armii dodano kilku zawodników z Ottawa New Edinburghs i do czasu wyjazdu drużyny do Sankt Moritz, dziesięciu z osiemnastu zawodników zostało zastąpionych innymi, jednak Brooks pozostał w składzie.
Ostatecznie Kanadyjczycy zdobyli złoty medal olimpijski. Brooks, chociaż cały turniej przesiedział na ławce rezerwowych, otrzymał również złoto, a ponadto został wyróżniony jako chorąży drużyny narodowej, podczas ceremonii otwarcia i zamknięcia igrzysk. 9 lutego, w dzień po finałach, zawarł związek małżeński z Birthe, a druhną panny młodej była Barbara Ann Scott, zdobywczyni złotego medalu dla Kanady w jeździe figurowej. Po tym zwycięstwie Brooks wraz z drużyną odbył – przed powrotem do ojczyzny w kwietniu – trasę po Europie, wygrywając trzydzieści cztery i remisując pięć z czterdziestu czterech meczów towarzyskich.

### Późniejsze lata
Po olimpiadzie Brooks wrócił do służby w RCAF, tym razem w wywiadzie. Pierwsze kilka lat pracował w kraju, by następnie zostać przeniesionym do Belgii jako oficer sztabowy Supreme Headquarters Allied Powers Europe (SHAPE). Następnie wrócił do Kanady, gdzie w latach 1965–1967 pracował w bazie w Moisie w prowincji Quebec jako pierwszy dwujęzyczny oficer dowodzący (CO) RCAF. W latach 1967–1971 służył w stopniu Wing Commander w Naczelnym Dowództwie Kanadyjskich Sił Zbrojnych w Ottawie, w którym to czasie musiał zmagać się z tzw. kryzysem październikowym w Quebecu (1970) wywołanym terrorystyczną działalnością lewackiego ugrupowania Front Wyzwolenia Quebecu. W roku 1971 odszedł ostatecznie z wojska i objął stanowisko administratora Uniwersytetu Ottawy, dochodząc po jakimś czasie do pozycji dyrektora ds. zarządzania nieruchomościami.
Przez wiele lat walczył z władzami wojskowymi o polskie odznaczenia, których nie chciano uznać by nie „zadrażniać stosunków” z rządem PRL. Przyznano mu do nich prawo dopiero w roku 1958.

Brooks zmarł w miejscu pracy na atak serca 1 lutego 1984 roku. Cztery lata później władze uczelni nazwały jego imieniem kompleks domów akademickich: „Brooks Residence”. Matką chrzestną była Beau Brooks. Mieszkający po wojnie w Kanadzie Adam Stabrawa, dowódca Brooksa w AK, tak wspominał dawnego towarzysza broni: 

Wieść o nagłej śmierci Huberta była dla mnie wstrząsem. Poznałem go na stokach Karpat w południowej Polsce w listopadzie 1943 roku. Każdego, kto się z nim spotkał, chwytał natychmiast za serce swoją postawą zarówno jako żołnierz jak i człowiek. Hubert stał się najbardziej popularnym partyzantem Podhala. Jestem przekonany, że nikt (z nas) nie był tak skromny i tak wrażliwy jak Hubert. Jestem dumny mogąc powiedzieć, że byliśmy przyjaciółmi i że zawsze będę ciepło wspominać tę przyjaźń (20 grudnia 1984)

Hubert Brooks jest w Kanadzie uważany za bohatera narodowego.